# Piotr Semka
Piotr Kazimierz Semka (ur. 28 października 1965 w Gdańsku) – polski historyk, publicysta i dziennikarz.

## Życiorys
W 1985 ukończył III Liceum Ogólnokształcące w Gdańsku, w którym uczył się z Jackiem Kurskim. W 1991 ukończył studia historyczne na Katolickim Uniwersytecie Lubelskim. Jako licealista współpracował z Ruchem Młodej Polski. Od 1980 uczestniczył w młodzieżowych protestach antyrządowych. W 1985 został publicystą podziemnej edycji pisma „Solidarność” Regionu Gdańsk. Podczas studiów działał w Niezależnym Zrzeszeniu Studentów. Był zatrzymywany i aresztowany przez organy władzy. W 1987 został skazany na karę grzywny za wznoszenie haseł antypaństwowych.
W 1989 uczestniczył w kampanii wyborczej Konfederacji Polski Niepodległej. Od 1989 współpracował z „Tygodnikiem Gdańskim”. Od 1991 do 1992 był dziennikarzem Telewizji Polskiej. Prowadził wraz z Jackiem Kurskim program „Refleks”, a w 1994 był wydawcą „Pulsu Dnia”. W 1994 zrealizował dla TVP film dokumentalny Wandea – sumienie Francji. Od 1991 do 1995 współpracował z „Tygodnikiem Solidarność”. W 2001 prowadził program „Piątka u Semki” w TV Puls. W 2004 był współautorem programu „Warto rozmawiać” w TVP. W 2006 został publicystą „Rzeczpospolitej”. Pisał również m.in. dla „Gazety Polskiej”, „Życia”, „Dziennika”, „Przewodnika Katolickiego”, „Wprost”, kwartalnika „Christianitas” i „Uważam Rze” (2011–2012). Od listopada 2012 do stycznia 2013 współpracował z tygodnikiem „W sieci”. Publikuje w tygodniku „Do Rzeczy” i „Rzeczpospolitej”. Od stycznia 2017 współprowadzący (wraz z Piotrem Cywińskim) audycji Magazyn Międzynarodowy w Polskim Radio Szczecin oraz współautor cyklu „Felieton całkiem niepolityczny”. Od 7 lutego 2018 do lipca 2024 członek Rady przy Muzeum II Wojny Światowej w Gdańsku.
W 2021 ciężko zachorował (poważne zagrożenie życia, śpiączka farmakologiczna) na COVID-19, na fali pandemii w Polsce, co spowodowało przerwę w pracy zawodowej. Następnie był poddany wielomiesięcznej rehabilitacji w ośrodku rehabilitacyjnym.

### Rodzina
Jest żonaty, ma córkę. Stryjem Piotra Semki był architekt Ryszard Semka.

## Nagrody
W 2021 otrzymał Doroczną Nagrodę Ministra Kultury i Dziedzictwa Narodowego – Nagrodę im. Tomasza Merty „Między literaturą a historią” oraz Nagrodę Mediów Publicznych w kategorii „Idea”.

## Odznaczenia
- Krzyż Oficerski Orderu Odrodzenia Polski – 2025[14]
- Krzyż Wolności i Solidarności – 2019[15]

## Publikacje
- Lewy czerwcowy (współautor: Jacek Kurski). Mówią Kaczyński, Macierewicz, Parys, Glapiński, Kostrzewa-Zorbas, Editions Spotkania, Warszawa 1992.
- Wojna światów, wybór Paweł Nowacki, Fronda, Warszawa 2006, ISBN 836033501X
- Obrazki z wystawy, Fronda, Warszawa 2007, ISBN 9788360335123
- Lech Kaczyński Opowieść Arcypolska, Wydawnictwo Czerwone i Czarne, Warszawa 2010.
- Za, a nawet przeciw. Zagadka Lecha Wałęsy (Pierwsza krytyczna biografia Lecha Wałęsy 1980-2013), Wydawnictwo M, Kraków 2013, ISBN 9788375956269
- My, reakcja. Historia emocji antykomunistów 1944-1956, Wydawnictwo Zysk i S-ka, Poznań 2015[16].
- Lewy czerwcowy Recydywa?[17] – Editions Spotkania, Warszawa 2016, ISBN  9788379651764
- Najdalsza Polska. Szczecin 1945 – 1950. Zapol, Szczecin 2025.